# Grzegorz Oberaj
Grzegorz Oberaj (ur. 7 października 1978 w Katowicach) – polski piłkarz występujący na pozycji pomocnika lub napastnika.

## Życiorys
Wychowanek HKS Szopienice. W tym klubie w 1996 roku zaczynał także seniorską karierę. Po sparingu HKS z GKS Katowice w 1997 roku wyjechał do GKS na testy, po czym podpisał kontrakt z klubem. W I lidze zadebiutował w barwach tego klubu 9 sierpnia w wygranym 4:0 spotkaniu z Wisłą Kraków. W sezonie 1998/1999 spadł wraz z klubem z ligi, jednak już rok później ponownie do niej awansował. W trakcie sezonu 2000/2001 został relegowany do rezerw, później przywrócony do pierwszej drużyny. GKS opuścił w 2002 roku, ogółem rozgrywając w jego barwach dziewiętnaście meczów w I lidze. Następnie przeszedł do Ruchu Radzionków, z którym w 2003 roku spadł do III ligi. Później występował w klubach niższych lig z Sosnowca, Czeladzi i Katowic.

## Statystyki ligowe
| Sezon         | Klub            | Liga     | Mecze | Gole |
| ------------- | --------------- | -------- | ----- | ---- |
| 1997/1998     | GKS Katowice    | I liga   | 1     | 0    |
| 1998/1999     | GKS Katowice    | I liga   | 10    | 1    |
| 1999/2000     | GKS Katowice    | II liga  | 40    | 7    |
| 2000/2001     | GKS Katowice    | I liga   | 4     | 0    |
| 2001/2002     | GKS Katowice    | I liga   | 4     | 0    |
| 2002/2003     | Ruch Radzionków | II liga  | 19    | 0    |
| 2003/2004 (j) | Ruch Radzionków | III liga | ?     | 0    |